# Polystachya pyramidalis
Polystachya pyramidalis är en orkidéart som beskrevs av John Lindley. Polystachya pyramidalis ingår i släktet Polystachya och familjen orkidéer. Inga underarter finns listade i Catalogue of Life.